# Nuevo Xcán
Nuevo Xcán är en ort i Mexiko.   Den ligger i kommunen Lázaro Cárdenas och delstaten Quintana Roo, i den östra delen av landet, 1 200 km öster om huvudstaden Mexico City. Nuevo Xcán ligger 24 meter över havet och antalet invånare är 1 130.
Terrängen runt Nuevo Xcán är mycket platt. Runt Nuevo Xcán är det mycket glesbefolkat, med 5 invånare per kvadratkilometer. Närmaste större samhälle är Ignacio Zaragoza, 8,2 km öster om Nuevo Xcán. I omgivningarna runt Nuevo Xcán växer i huvudsak städsegrön lövskog.